# Illa del Vado del Vapor i platja del Molló
L'Illa del Vado del Vapor i Platja de Molló és un dels espais del complex de zones humides de les Illes de l'Ebre. L'illa del Vado del Vapor, pertanyent al municipi de Móra d'Ebre, i la platja de Molló, pertanyent a Tivissa, malgrat pertànyer a dos municipis diferents, es troben separats per menys de 300 metres de distància.

## Flora
L'illa del Vado del Vapor ocupa aproximadament 10 hectàrees i està situada a la banda dreta del riu, al sud de la desembocadura del riu Sec. La major part de la seva superfície està colonitzada pel bosc de ribera on predominen les salzedes de salze blanc (Salix alba) i les alberedes d'àlber (Populus alba) i pollancre (Populus nigra), corresponents a l'hàbitat d'interès comunitari de codi 92A0. També hi ha tamarigars (hàbitat d'interès comunitari, codi 92D0) de Tamarix canariensis i T. Africana. Al sud, on les aigües són més lèntiques, hi ha un clap de canyís (Phragmites australis) i boga (Typha sp.). En l'estrat arbustiu i herbaci hi ha espècies interessants com el sanguinyol (Cornus sanguinea).
La platja de Molló, amb unes 12 hectàrees de superfície, forma una àrea tancada d'aigües somes. Havia estat una illa, però una colmatació gradual acabà connectant-la amb el marge esquerre de l'Ebre. Avui dia està del tot recoberta per un tamarigar incipient i per un extens canyissar. La zona que queda més protegida de la força de l'aigua està entapissada d'hidròfits.

## Fauna
Pel que fa a la fauna, ambdós espais són de gran interès com a àrees de cria i dormidors, ja que faciliten el desplaçament de multitud d'ocells de zones humides, des dels aiguamolls litorals -majoritàriament el delta de l'Ebre-, vers l'interior de la península Ibèrica. Destaquen el martinet blanc (Egretta garzetta), bernat pescaire (Ardea cinerea), esplugabous (Bubulcus ibis), etc. També hi nidifiquen nombrosos insectívors: rossinyol bord (Cettia cetti), blauet (Alcedo atthis), trist (Cisticola juncidis), etc.

## Protecció
La facilitat d'accés a la platja del Molló afavoreix una elevada presència humana, fet que no es dona en l'illa del Vado del Vapor. En tenir una problemàtica ambiental força semblant al conjunt d'illes fluvials de l'Ebre, convindria plantejar-se la seva gestió i conservació de forma global L'Illa del Vado del Vapor i la Platja de Molló formen part de l'espai de la Xarxa Natura 2000 ES5140010 "Riberes i Illes de l'Ebre".